# Деревеньки (Галичский район)
Дереве́ньки — деревня в составе Дмитриевского сельского поселения Галичского района Костромской области России.

## География
Деревня расположена у реки Тёбза.

## История
Согласно «Спискам населённых мест Российской империи» в 1872 году деревня относилась к 1 стану Галичского уезда Костромской губернии. В ней числилось 24 двора, проживало 68 мужчин и 84 женщины.
Согласно переписи населения 1897 года в деревне проживало 133 человека (56 мужчин и 77 женщин).
Согласно «Списку населённых мест Костромской губернии» в 1907 году деревня относилась к Холмлвской волости Галичского уезда Костромской губернии. По сведениям волостного правления за 1907 год в ней числилось 30 крестьянских дворов и 153 жителя. Основным занятием жителей деревни был малярный промысел.
До муниципальной реформы 2010 года деревня входила в состав Пронинского сельского поселения.

## Население
| 2008 | 2010 | 2012 | 2014 |
| ---- | ---- | ---- | ---- |
| 1    | ↘0   | ↗1   | ↘0   |